# 堀真清
堀 真清（ほり まきよ、1946年 - ）は、日本の政治学者・歴史学者。早稲田大学政治経済学術院名誉教授。専門は日本政治史、比較ファシズム研究。日本ファシズム、二・二六事件研究の第一人者。
早稲田大学第一政治経済学部卒業。東京都立大学大学院社会科学研究科博士課程（政治学）で升味準之輔に師事。ケンブリッジ大学大学院歴史学研究科修了（歴史学　Diploma）。ケンブリッジ大学客員フェロー（ペンブローク・コレッジ）・同大学訪問研究員（ダーウィン・コレッジ）、オックスフォード大学訪問研究員（ハートフォード・コレッジ）・同大学交換研究員（ウルフソン・コレッジ）、ベイラー大学交換教授。清華大学、政法大学で特務講座など。西南学院大学法学部長(1995年)、早稲田大学政治経済学術院教授を歴任。

## 栄誉・表彰歴

### 栄誉・表彰歴
- ｢小野梓記念学術賞｣(1974年)
- ｢大隈学術記念賞｣(2009年)
- ｢政治研究櫻田會特別功労賞｣(2009年)

## 著書

### 単著
- The Roots of Japanese Fascism : Continuities, Crisis and the Ideology of Kita and Okumura, Seinan Gakuin University-Academic Institute, 1995.
- 『西田税と日本ファシズム運動』（岩波書店、2007年） ISBN 978-4-00-024251-6
- 『一亡命者の記録 ―池明観のこと―』（早稲田大学出版部、2010年） ISBN 978-4-657-10208-9
- 『한 망명자의 기록 －지명관에 대하여－』(単著、翻訳者　梁基雄、安正花） (小花出版社、2011年、ソウル) ISBN 978-89-8410-415-0
- 『大山郁夫と日本デモクラシーの系譜――国家学から社会の政治学へ』（岩波書店、2011年）ISBN 978-4-00-022417-8
- 『思想者的足跡：池明観』(単著、翻訳者　劉星)(世界知識出版社、2013年、北京) ISBN 978-7-5012-4502-4
- 『原典でよむ日本デモクラシー論集』(岩波書店、2013年)ISBN 978-4000291064
- 『近代日本の国家政治―ナショナリズムと歴史認識』(早稲田大学出版部、2015年）ISBN 978-4657150134
- 『二・二六事件を読み直す』（みすず書房、2021年）ISBN 978-4-622-08982-7
- 『北一輝・近衛文麿・石原莞爾と大東亜戦争　開戦に至る思想の系譜』（みすず書房、2025年）ISBN 978-4-622-09797-6

### 編著
- 『宇垣一成とその時代 大正・昭和前期の軍部・政党・官僚』（新評論、1999年） ISBN 978-4-657-09913-6

### 共著
- 『近代日本の思想（３）北一輝/三木清/大山郁夫』（有斐閣、1978年）
- The United State Constitution : It's Birth, Growth, and Influence in Asia, Hong Kong University Press, 1988　ISBN 962 209 201 2
- Rethinking Japan, volume Ⅱ , Social Sciences, Ideology ＆ Thought, Japan Library Limited, 1990, ISBN　0 904404 79-X

### 訳書
- ハロルド・ラスキ『ファシズムを超えて』（早稲田大学出版部、2000年） ISBN 4-657-00208-2
- ハロルド・ラスキ『ファシズムを超えてー一政治学者の戦い〔新版〕』（早稲田大学出版部、2009年） ISBN 4-657-00208-2

ほかに共著、論文多数。くわしくは、堀真清ー早稲田大学研究者データベース参照。